# Dehringstrom

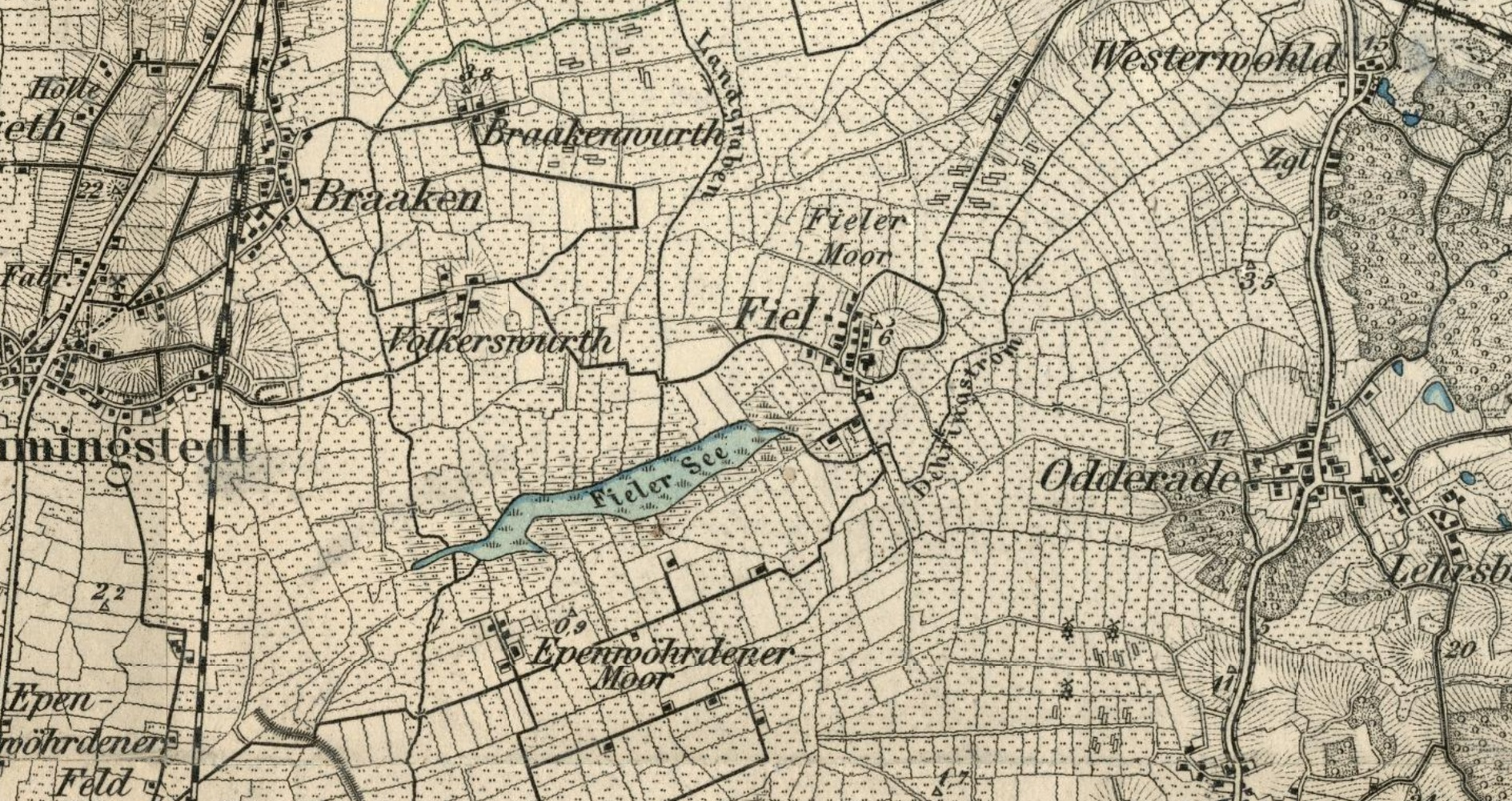
Bild 1ː Mündung des Dehringstroms im Fieler See um 1893

Die Dehringstrom ist ein Fluss in Dithmarschen. Er hat seine Quelle in einem Waldgebiet in Hanglage eines Geestkegels im Standortübungsplatz Riese in Nordhastedt und endet am Zusammenfluss mit dem Landgraben im Naturschutzgebiet Ehemaliger Fieler See. Beide bilden von dort ab den Fluss Nordermiele, siehe auch Karte 1. Die Flusslänge beträgt 11,4 Kilometer. Der Fieler See war um 1893 noch eine offene Wasserfläche und wurde erst später trockengelegt, siehe Bild 1.

## Ökologie
Der Oberlauf des Dehringsstroms unterliegt ab dem Verlassen des Standortübungsplatzes Riese der europäischen Wasserrahmenrichtlinie (WRRL) und wird als Wasserkörper „Dehringstrom OL“ mit der Kennung DERW_DESH_MI_04 geführt. Er endet vor der Unterquerung der Bundesautobahn 23 und hat eine Länge von 3,14 Kilometer. Er wird als  Gewässertyp „Kiesgeprägte Tieflandbäche (LAWA-Typcode: 16)“ eingestuft und gilt nach § 28 Wasserhaushaltsgesetz (WHG) als „natürlich“. Sein ökologisches Potenzial wird als „mäßig“ und sein chemischer Zustand als „nicht gut“ eingestuft. Letzterer wird damit begründet, dass die Grenzwerte der Umweltqualitätsnormen (UQN) bezüglich Nitrate, Bromierter Diphenylether (BDE), Quecksilber, Quecksilberverbindungen überschritten werden.
An den Wasserkörper „Dehringstrom OL“ schließt sich nach der Unterquerung der A 23 der Wasserkörper „Dehringstrom / Odderader Mühlenbach“ mit der Kennung DERW_DESH_MI_05 an. Er endet an der Landesstraße 147 im Ortsteil Fiel der Gemeinde Nordhastedt. Er wird als Gewässertyp „Kleine Niederungsfließgewässer in Fluss- und Stromtälern (LAWA-Typcode: 19)“ eingestuft und gilt nach § 28 Wasserhaushaltsgesetz (WHG) ebenfalls als „erheblich verändert“. Sein ökologisches Potenzial wird als „mäßig“ und sein chemischer Zustand als „nicht gut“ eingestuft. Letzterer wird damit begründet, dass die Grenzwerte der Umweltqualitätsnormen (UQN) bezüglich Nitrate, Bromierter Diphenylether (BDE), Quecksilber, Quecksilberverbindungen und dem Herbizid Nicosulfuron überschritten werden.
Der restliche Unterlauf des Dehringstroms bis zu Vereinigung mit dem Landgraben zur Nordermiele ist bereits Teil des Wasserkörpers „Landgraben/Dunkerstrom“ mit gleichem LAWA-Typcode und gleicher Einstufung laut WHG.
Bis zum Jahre 2028 muss gemäß WRRL für alle Gewässer in der Europäischen Union ein „guter“ ökologischer und chemischer Zustand erreicht werden.